# اپسیلون شلیاق
اپسیلون شلیاق یک ستاره است که در صورت فلکی شلیاق قرار دارد.